# Thecla alboabdominalis
Thecla alboabdominalis är en fjärilsart som beskrevs av Pfeiffer 1938. Thecla alboabdominalis ingår i släktet Thecla och familjen juvelvingar. Inga underarter finns listade i Catalogue of Life.